# 忠節橋通り

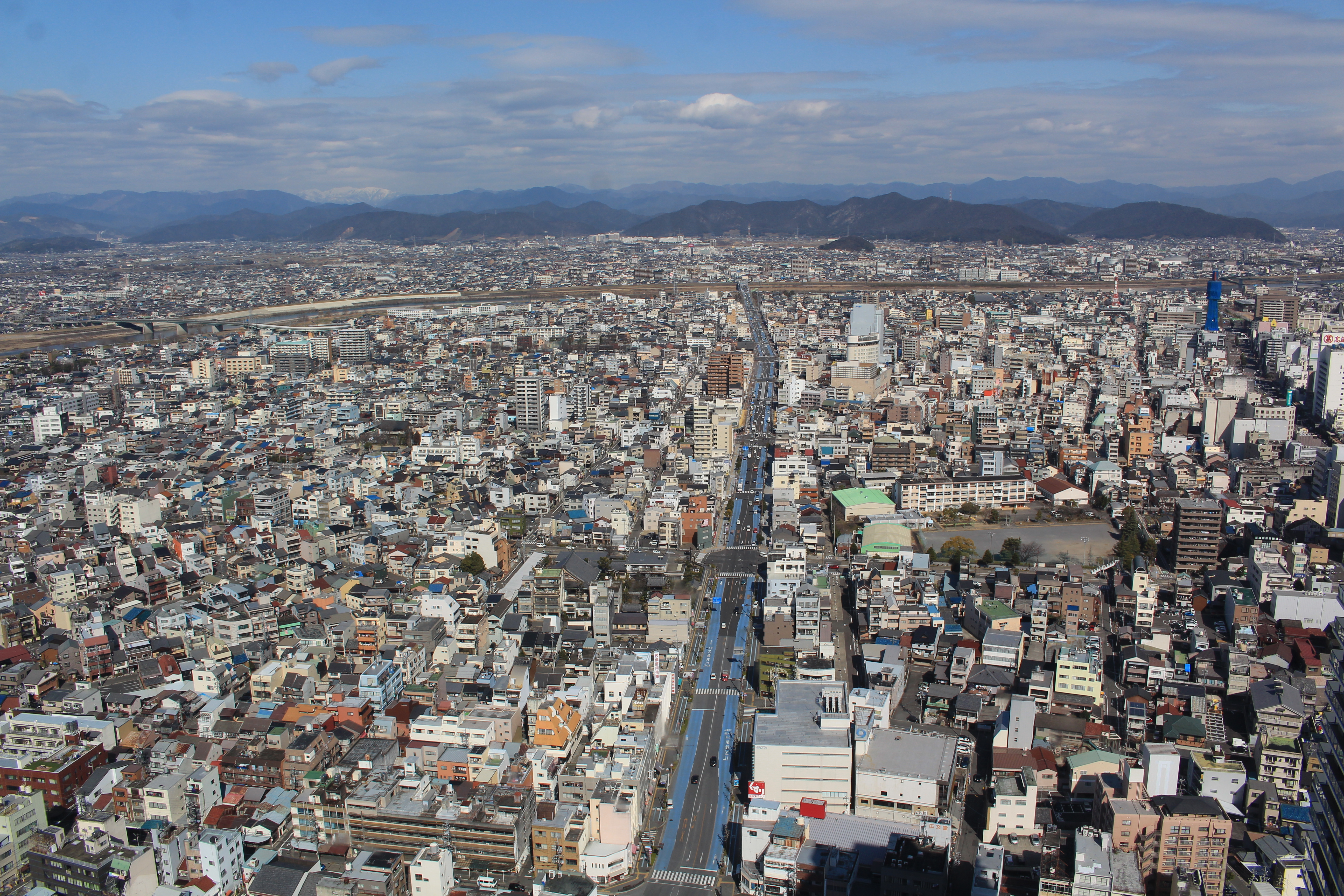
岐阜シティ・タワー43から望む忠節橋通り、中央奥に長良川に架かる忠節橋

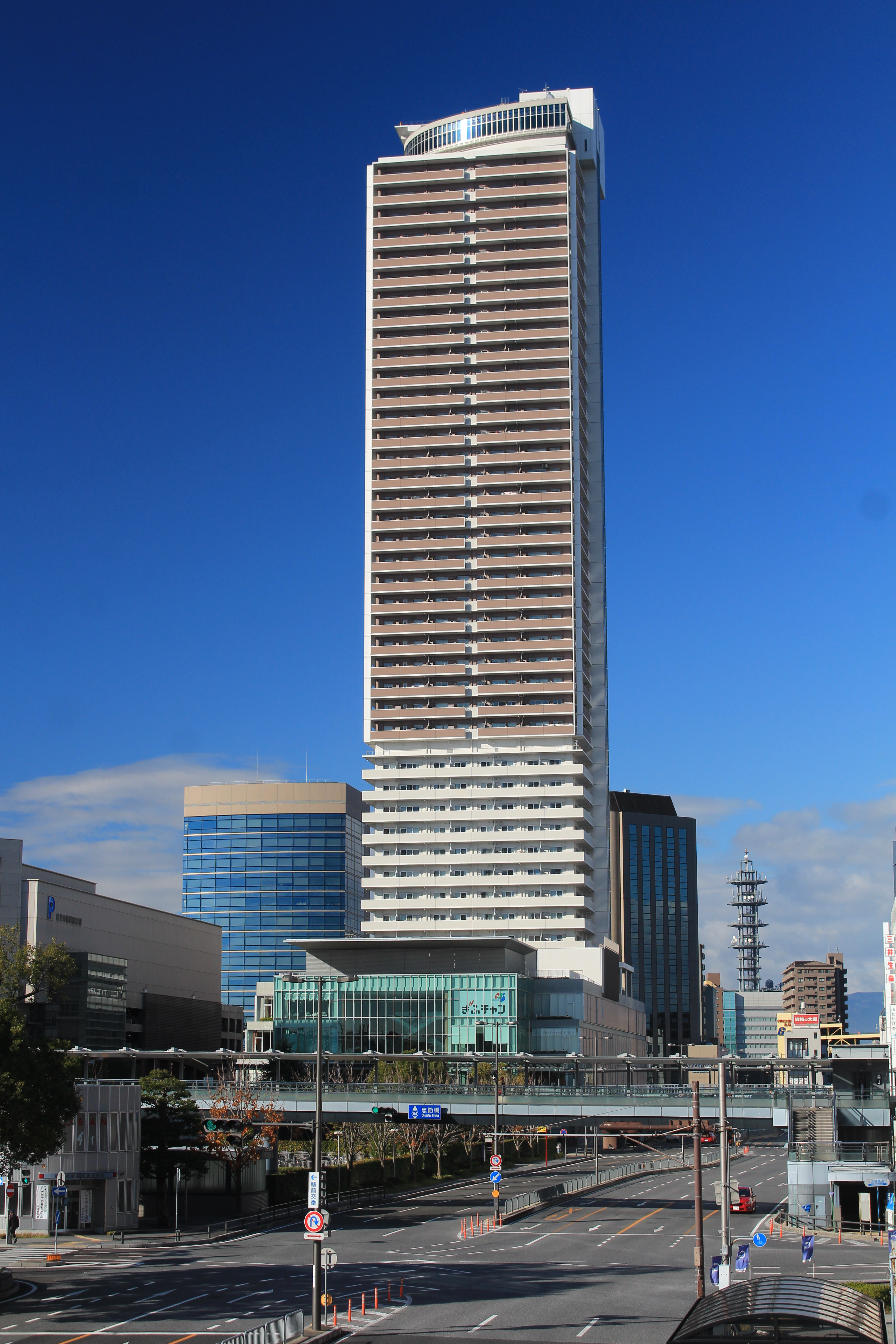
忠節橋通りの岐阜駅北口の起点
（正面は岐阜シティ・タワー43）

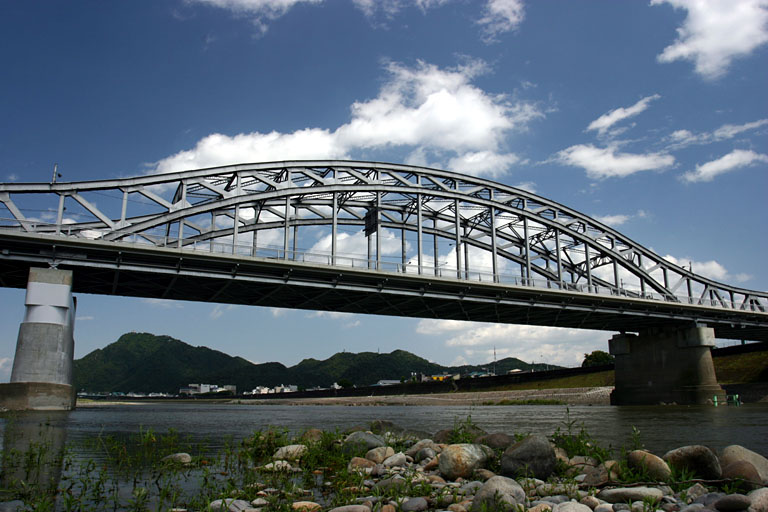
名前の由来となった「忠節橋」

忠節橋通り（ちゅうせつばしどおり、ちゅうせつばしとおり）とは、岐阜県岐阜市のJR岐阜駅を起点とし忠節橋を経由して正木北町（岐阜環状線）に至る道路の総称である。岐阜市中心部を南北に横断する「長良橋通り」「金華橋通り」と並ぶ三大通りのひとつである。
千手堂交差点から忠節橋北交差点までは国道157号（国道303号重複）、忠節橋北交差点から正木古川東交差点までは岐阜県道91号岐阜美山線、それ以外の区間は岐阜市道である。

## 沿革
1988年（昭和63年）に岐阜市でぎふ中部未来博が開催された。その前年、岐阜市は遠方から訪れる人に優しい街づくりを進める過程でそれまで通称しかなかった通りに、誰にでも判りやすい名称を付ける事にしそれを募集し現在の名称に決定した。（同じ様に「長良橋通り」「金華橋通り」も命名されている。）しかし現在でも路線中の岐阜市中心部である真砂町を通る部分はそれまで呼ばれていた「真砂町通り」と呼ばれる事が多い。
2005年（平成17年）3月までは千手堂から忠節橋を経由して早田大通までの路上に名鉄岐阜市内線が通っていた。

## 沿線の主な建物

### 公共
- 岐阜県立岐阜北高等学校
- 岐阜市立岐阜清流中学校

### その他
- 岐阜シティ・タワー43
- マーサ21

## 別名
- 真砂町通り
- 早田大通り